# Yū Nakasato
Yū Nakasato (中里 優?, Nakasato Yū; Fuchū, 14 luglio 1994) è una calciatrice giapponese, centrocampista del Tokyo Verdy Beleza.

## Carriera

### Club
Ha giocato per tutta la sua carriera solo con la maglia del Tokyo Verdy Beleza, vincendo cinque campionati giapponesi.

### Nazionale
Con la nazionale Under-20 partecipò al campionato mondiale femminile Under 20 di calcio 2012, classificandosi al terzo posto. Vanta inoltre venti presenze con la nazionale maggiore.

## Palmarès

### Club

#### Competizioni nazionali
- Campionato giapponese: 5

Nippon TV Beleza: 2015, 2016, 2017, 2018, 2019
- Coppa dell'Imperatrice: 4

Nippon TV Beleza: 2014, 2017, 2018, 2019, 2020
- Nadeshiko League Cup: 3

Nippon TV Beleza: 2012, 2016, 2018